# ハニー化成
ハニー化成株式会社（ハニーかせい）は兵庫県神戸市長田区に本社を置く、塗料、化成品の製造をおこなう企業である。1952年創業。

## 会社概要
1952年に、高砂塗料工業所として設立された。これまでに、近畿地方発明表彰中小企業長官賞、全国発明表彰発明賞を受賞している。
2007年、プラスチック部品向けのUV硬化型カチオン電着塗料を開発した。
製品の表面を艶やかにするための、艶出しに使用する表面処理剤の大手メーカー。特に塩化ビニールと樹脂製品向けで高いシェアを持つ。
元々は数ある塗料メーカーの一社であったが、艶を出すために開発されたつや出しラッカーに特化後は、表面処理剤を中心としたメーカーに転身する。
近年ではビル等の反射鏡としても活用されるようになった、アルミ製エクステリアなどの表面処理剤でもシェアを伸ばしている。また電着塗装用のアルマイトのシェアでも高い実績を持つ企業でもある。